# ماساهيرو إينوي
ماساهيرو إينوي (باليابانية: 乾真大؛ بالكانا: いぬい まさひろ) هو لاعب كرة قاعدة ياباني، ولد في 8 ديسمبر 1988 في كاكوغاوا في اليابان.

## وصلات خارجية
- ماساهيرو إينوي على موقع الدوري الياباني لكرة القاعدة (الإنجليزية)
- ماساهيرو إينوي على موقعبيزبول رفرنس.كوم (الدوري الثانوي) (الإنجليزية)